# 玉环公园
28°07′56″N 121°13′53″E / 28.13233°N 121.23137°E
玉环公园，是位于中华人民共和国浙江省玉环市玉城街道的一个公园。

## 特点
玉环公园位于玉城街道，东至榴岛大道、西隔康育路与城关中心菜市场为邻，南临泰安路和长兴路东端，北侧有玉环大酒店、玉兴东路、玉环青少年宫，占地面积约10.5公顷，是当地综合公园。1995年公园开始规划建造。1996年8月，开园。2003年3月，全面对外开放。其设计仿苏州园林，玉潭溪和天开河分别从西、北方向汇入公园，贯通公园中心的玉心湖。公园划分为游憩区、游乐区、健身区、综合区四大职能区。

## 图库

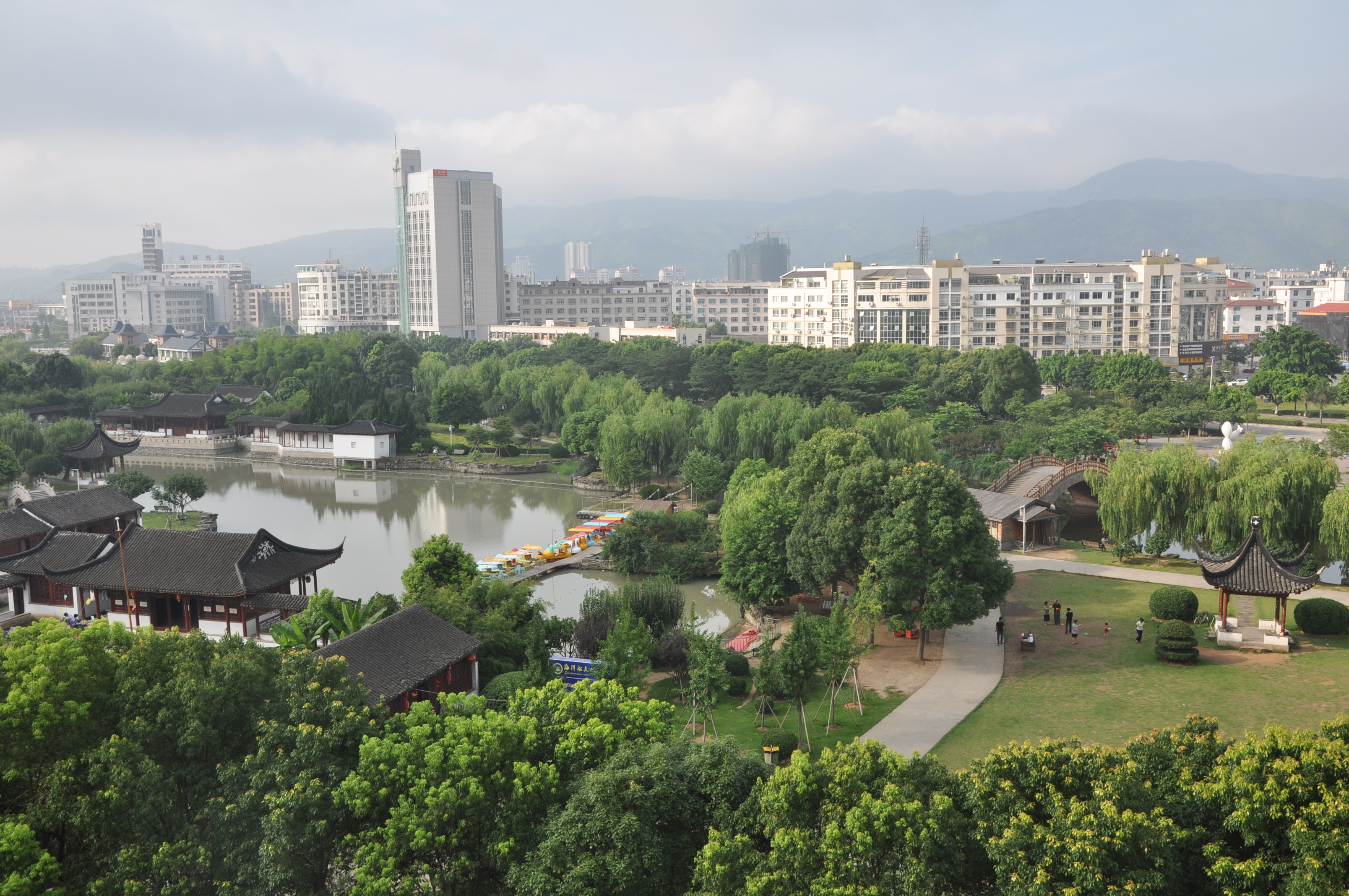
玉环公园全景
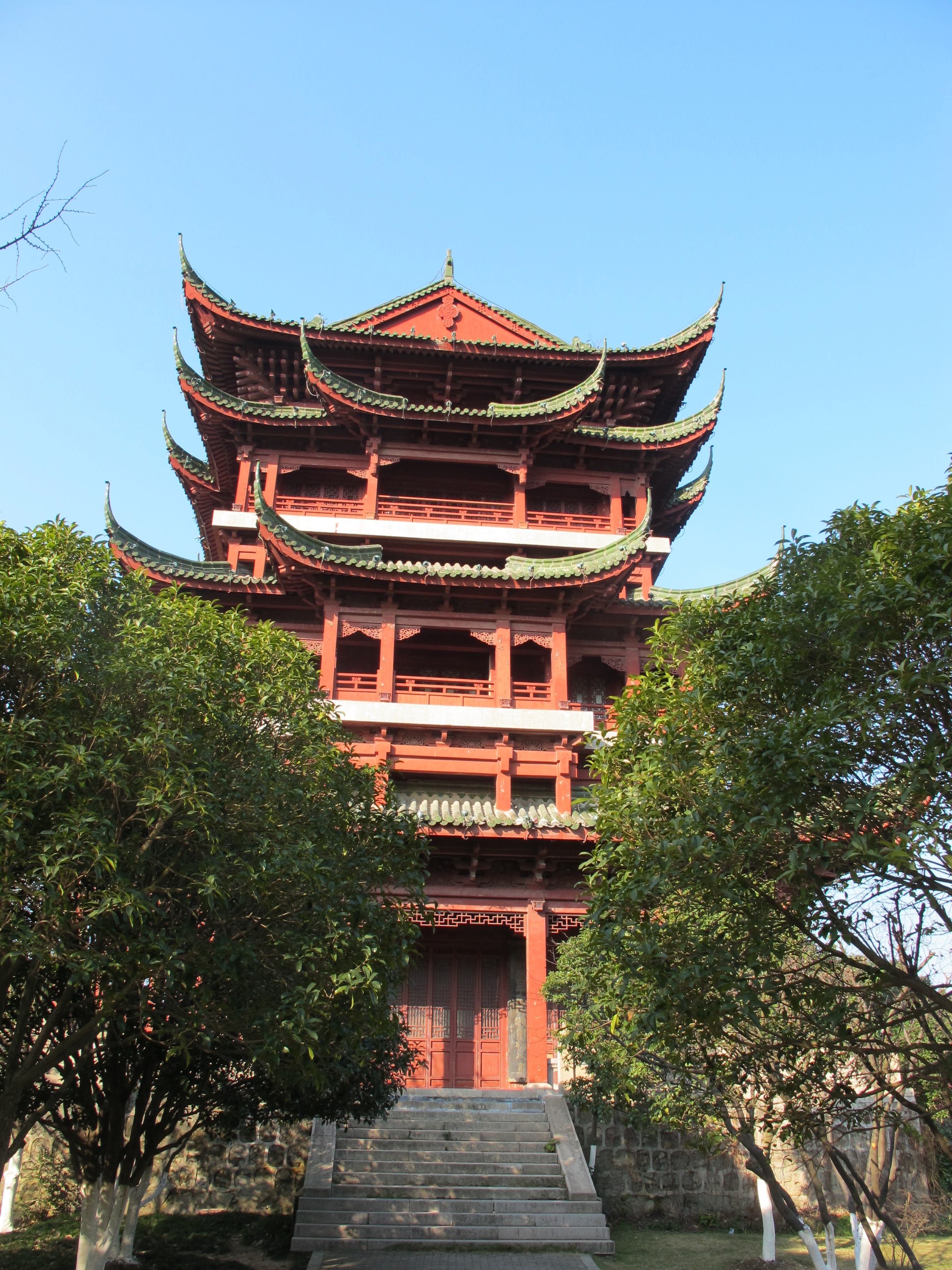
玉环公园环玉阁
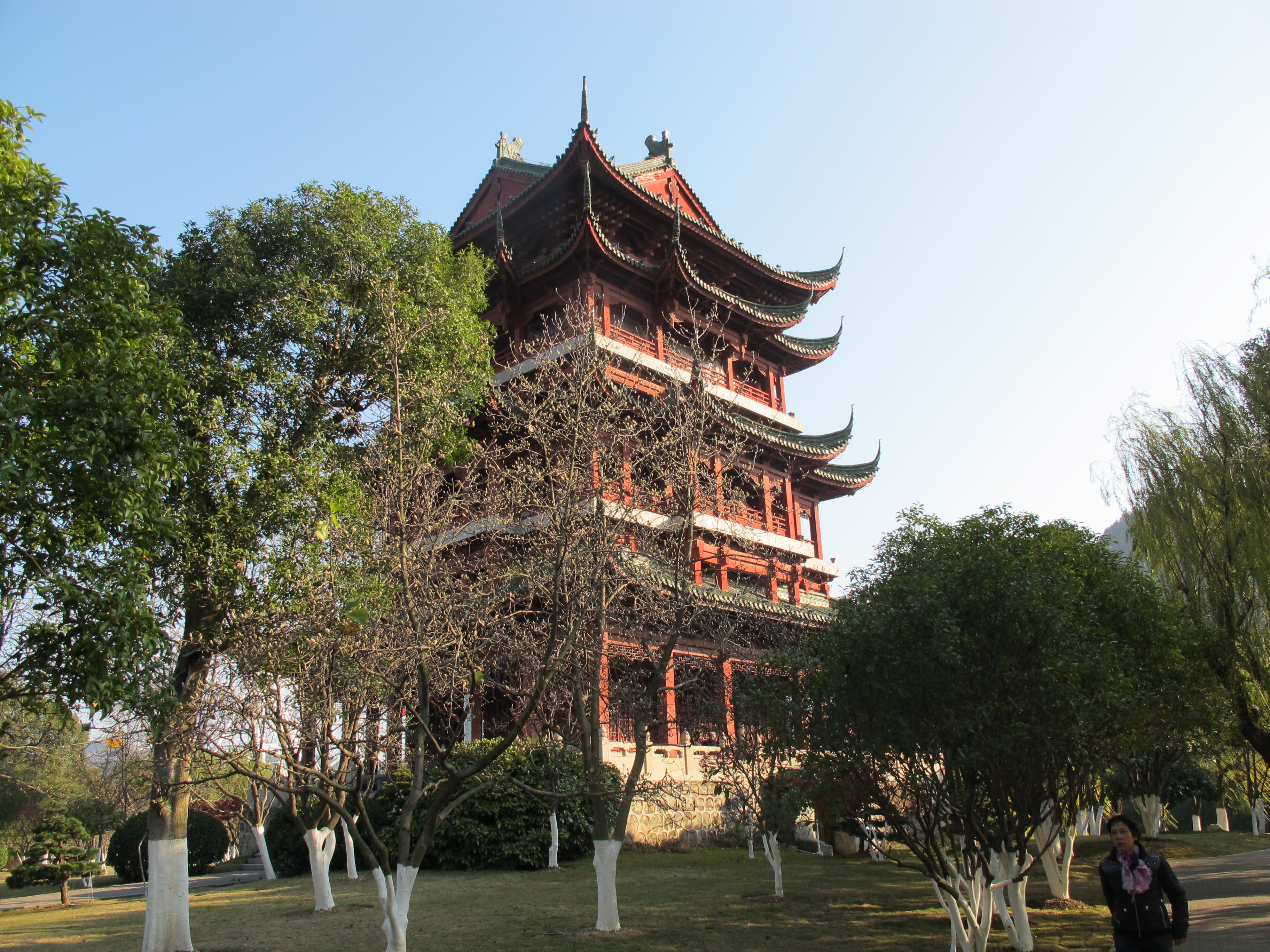
玉环公园环玉阁
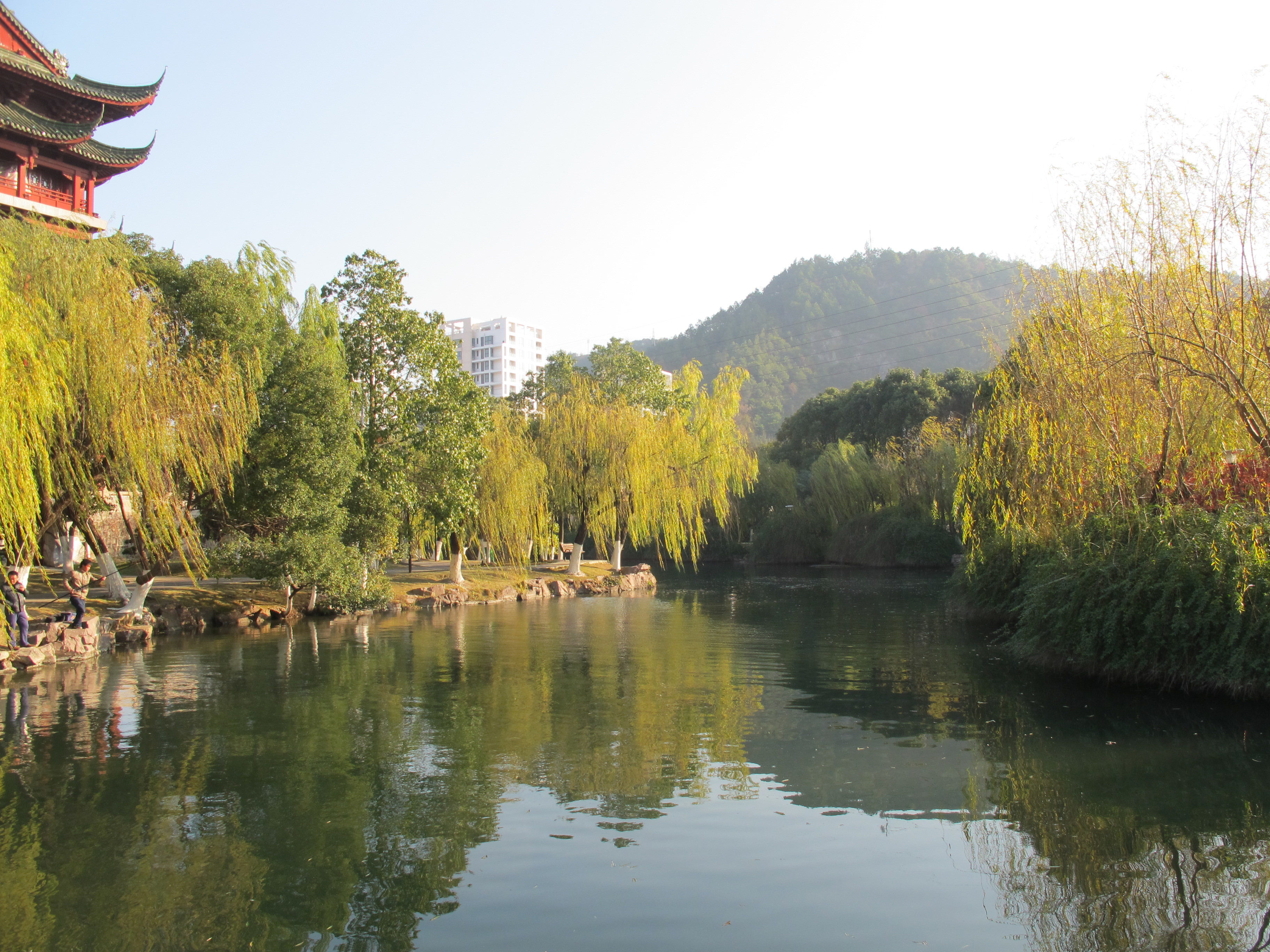
玉环公园
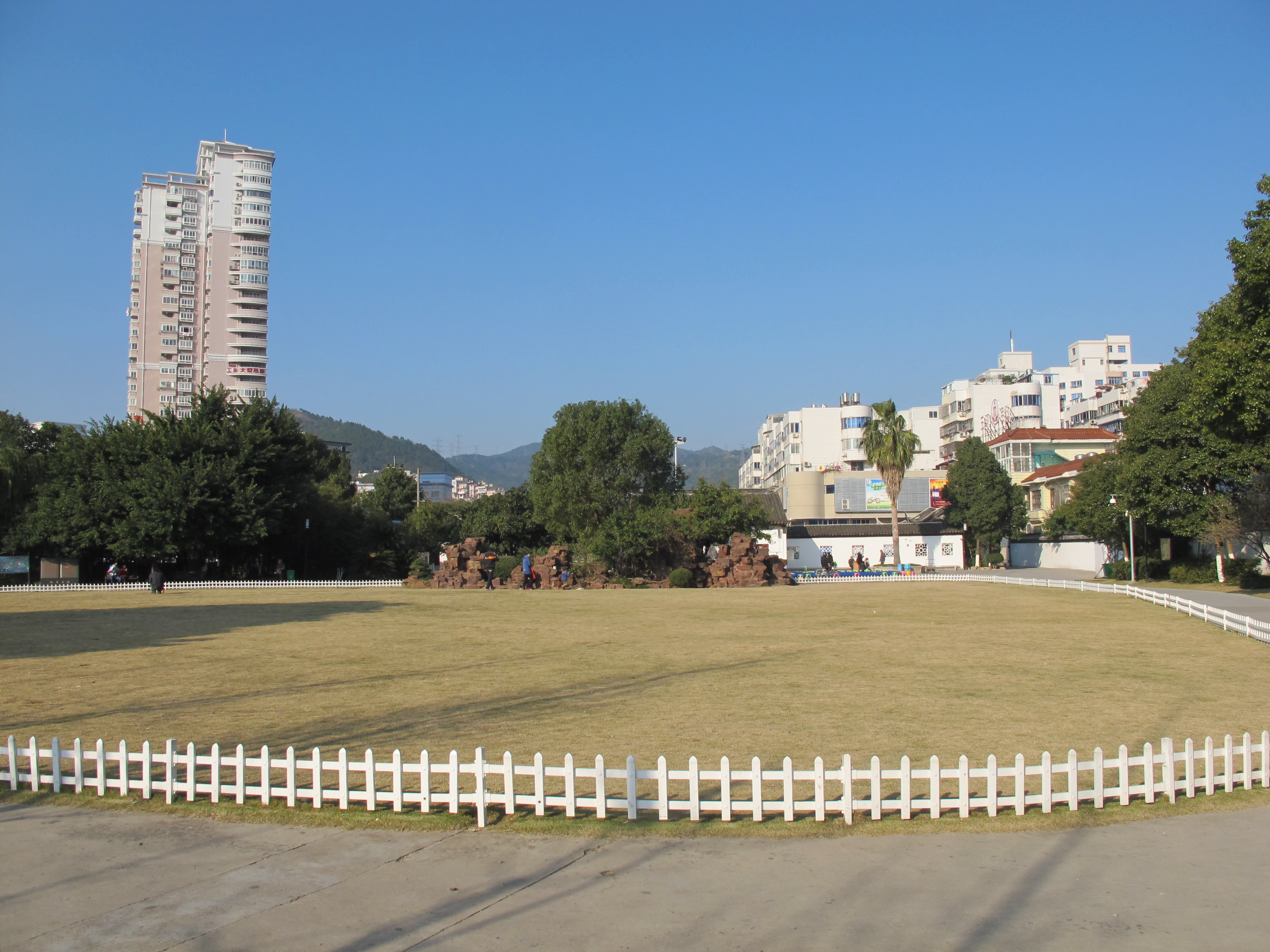
玉环公园草坪
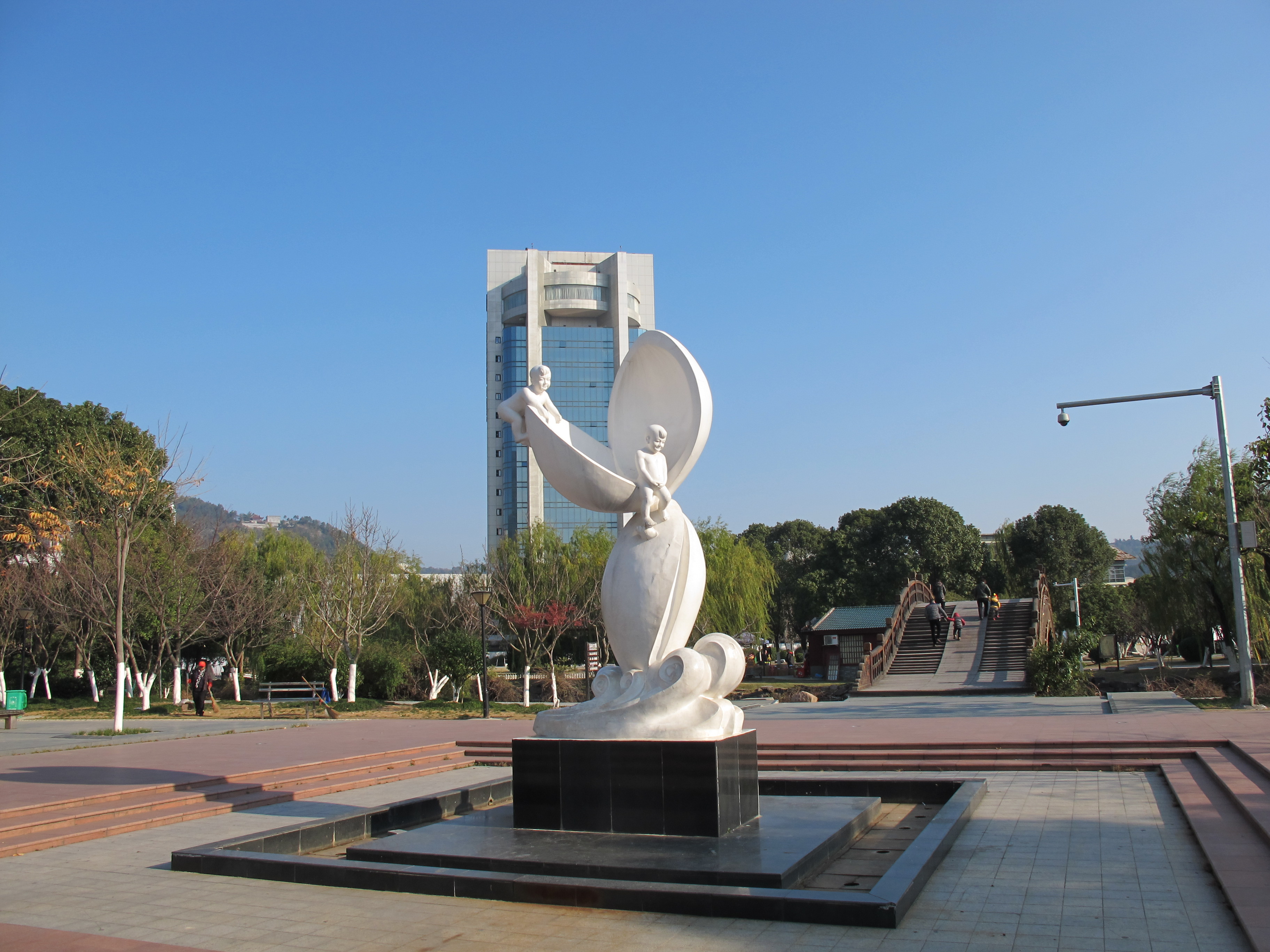
玉环公园雕塑
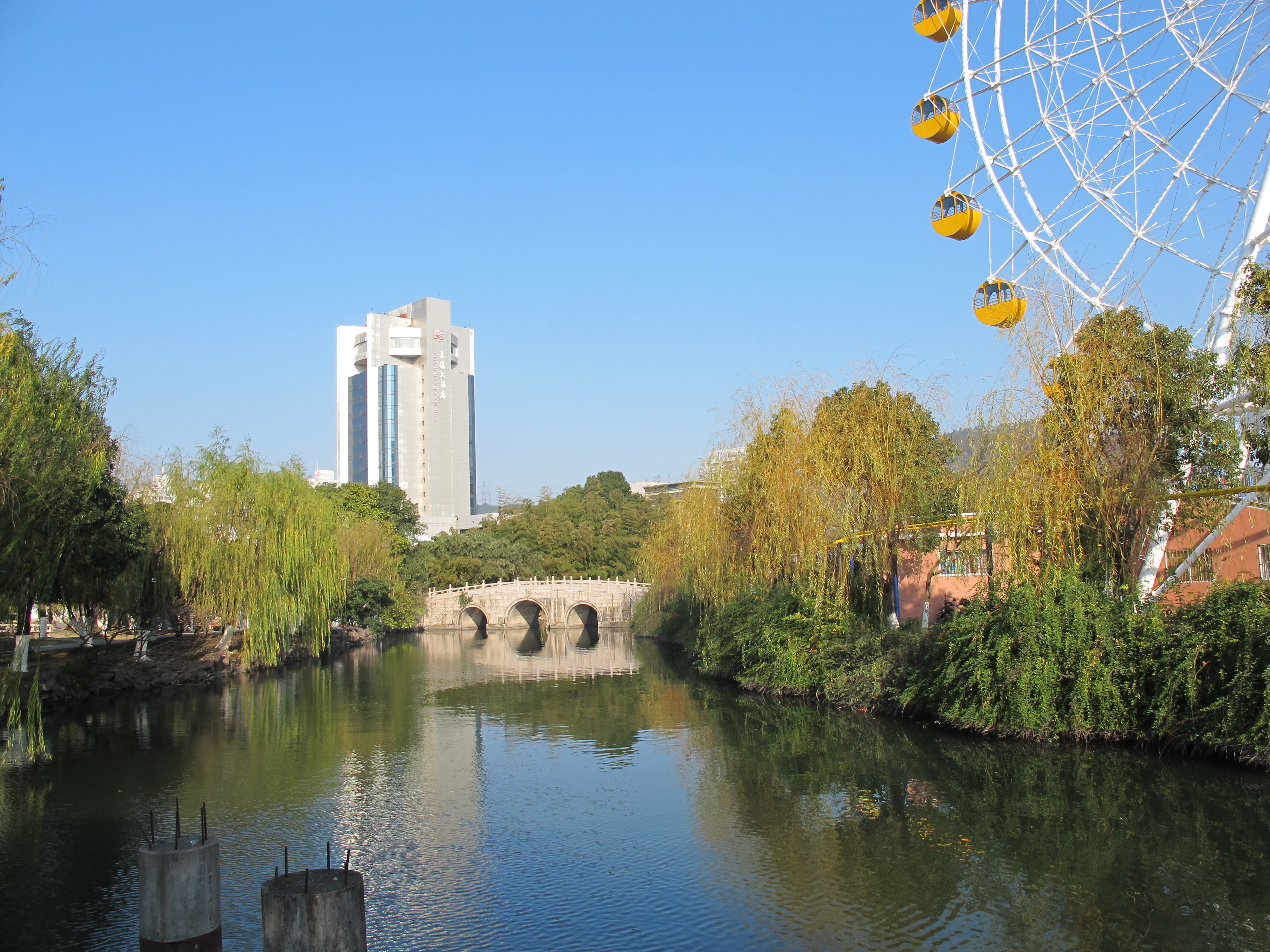
玉环公园
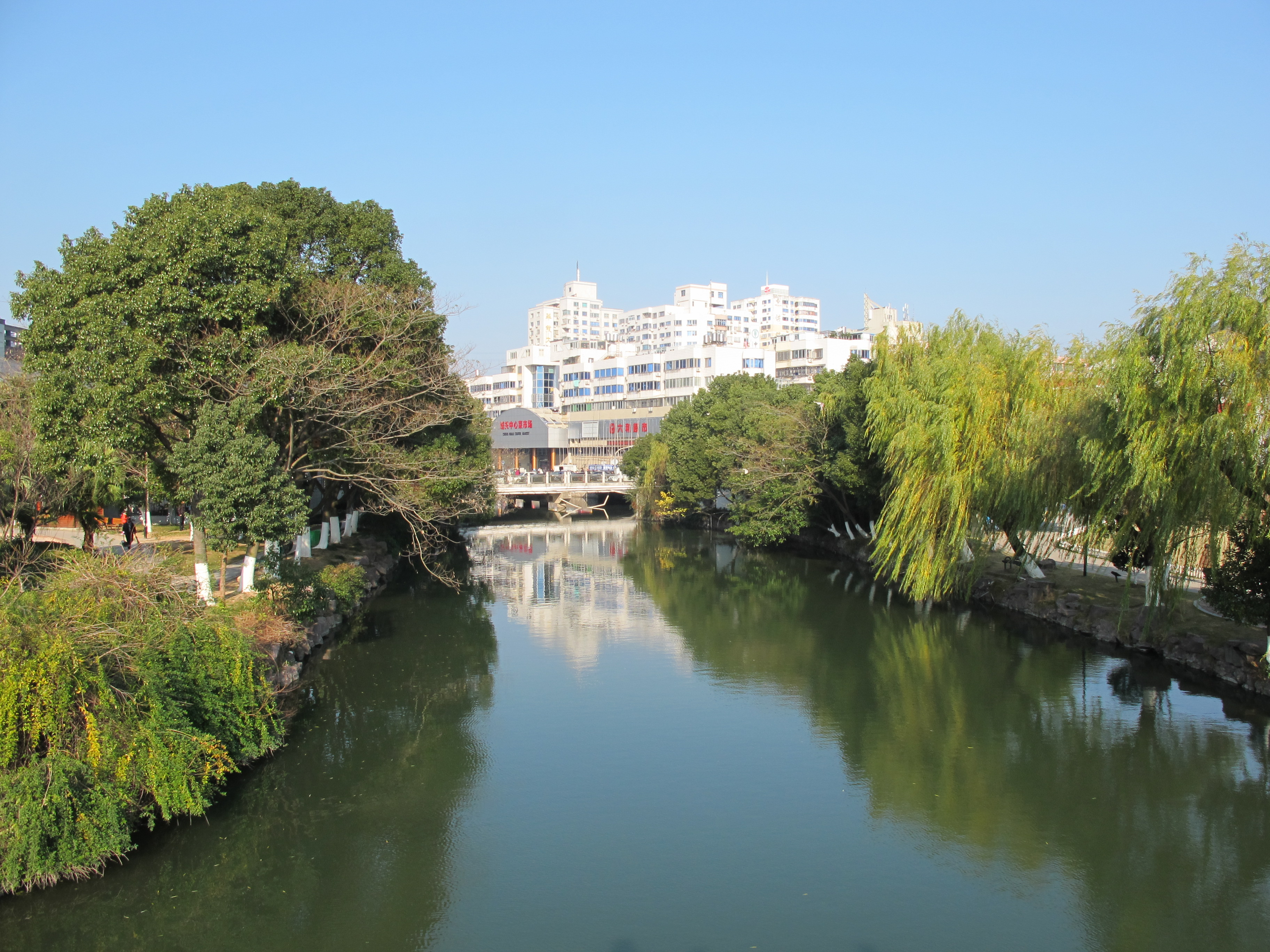
玉环公园
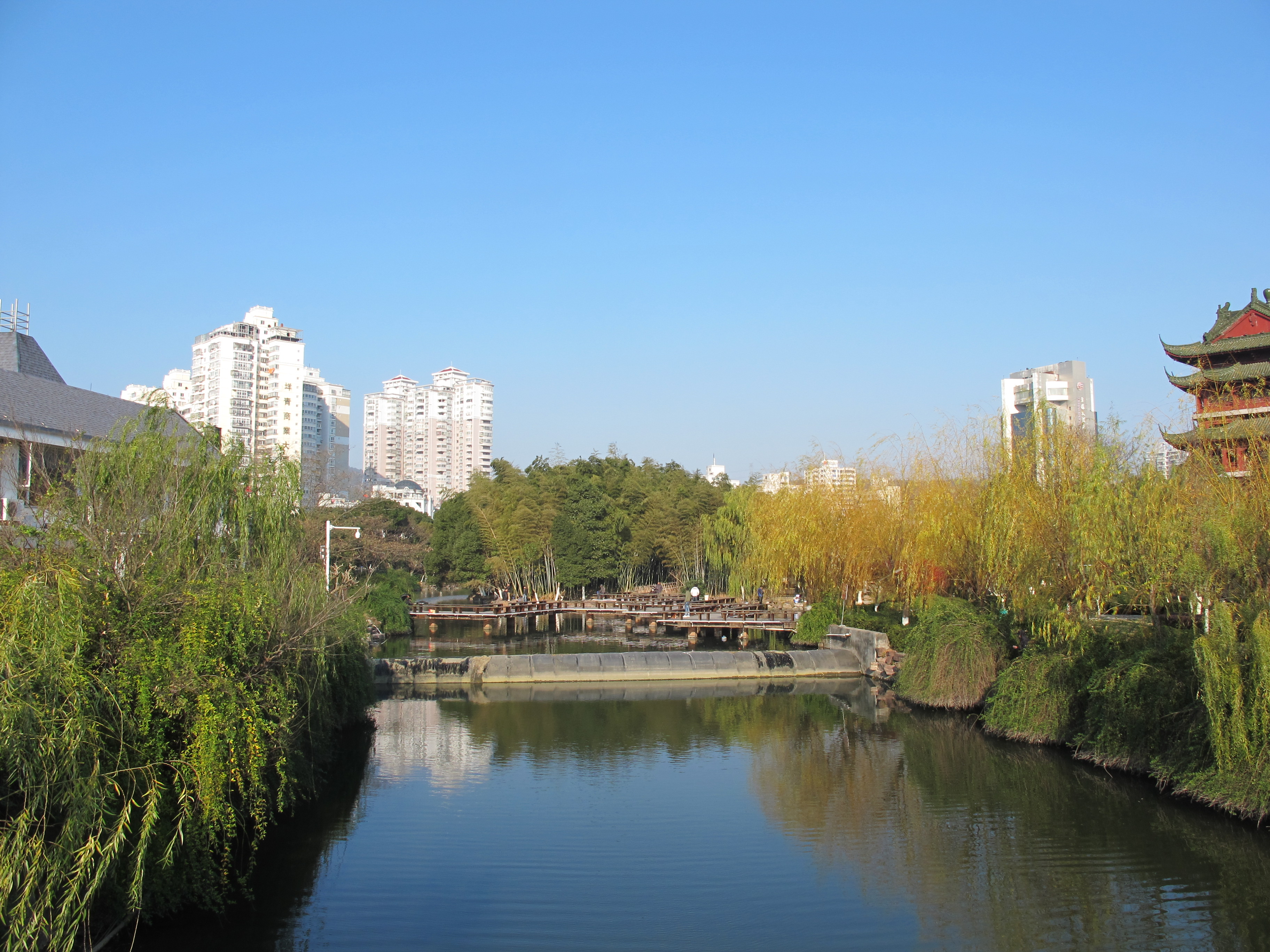
玉环公园九曲桥
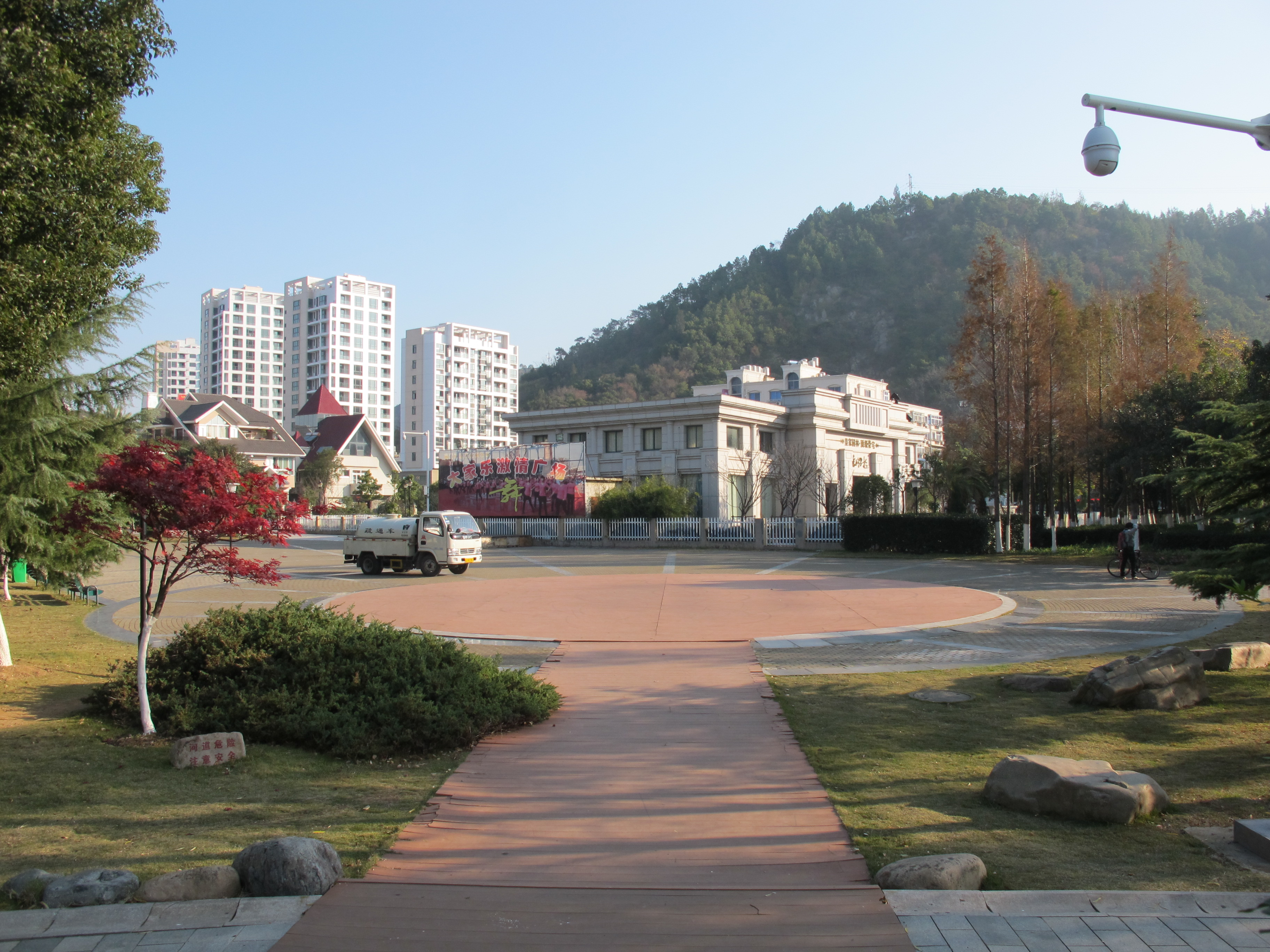
玉环公园激情广场
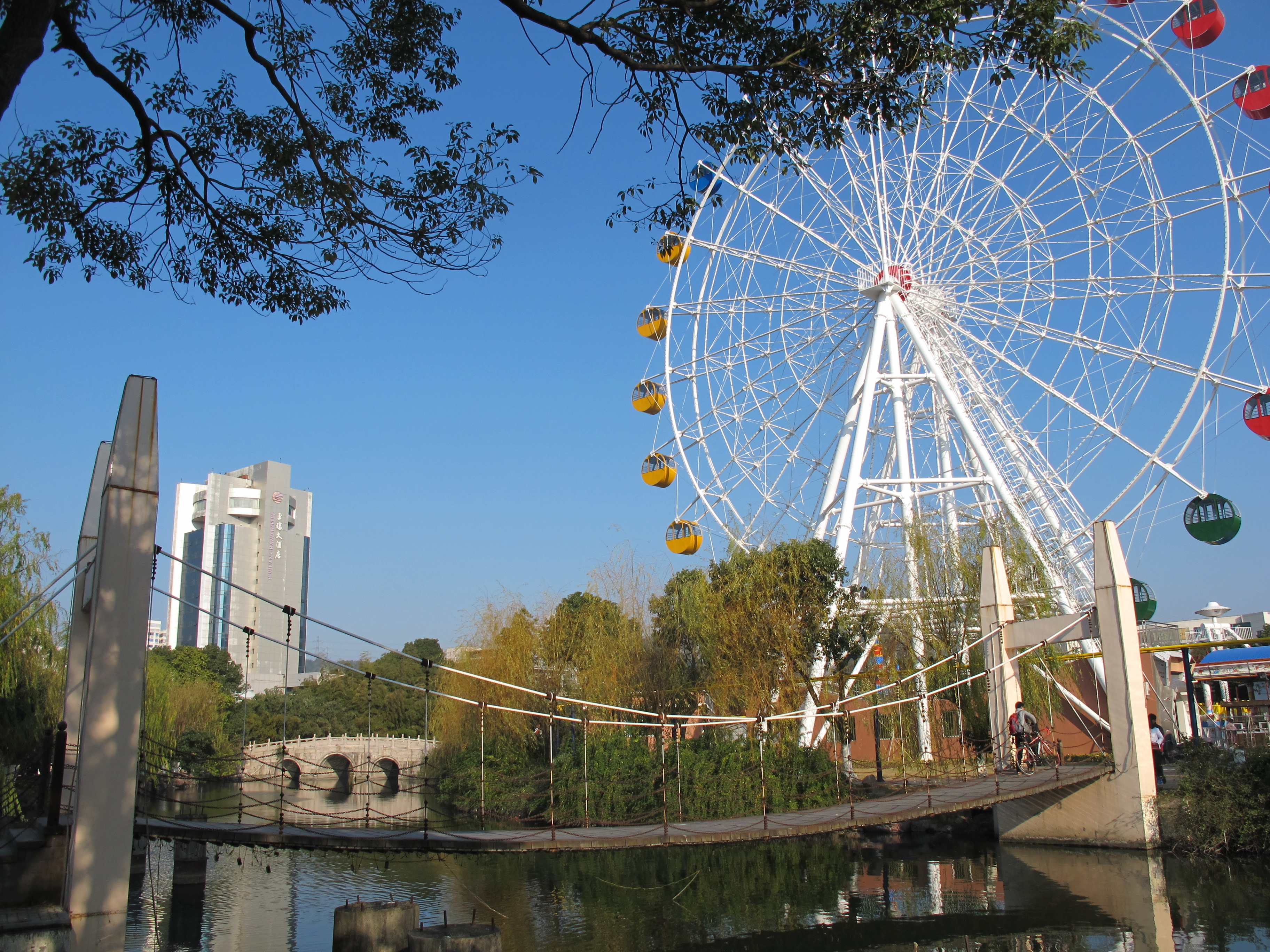
玉环公园索桥与大风车
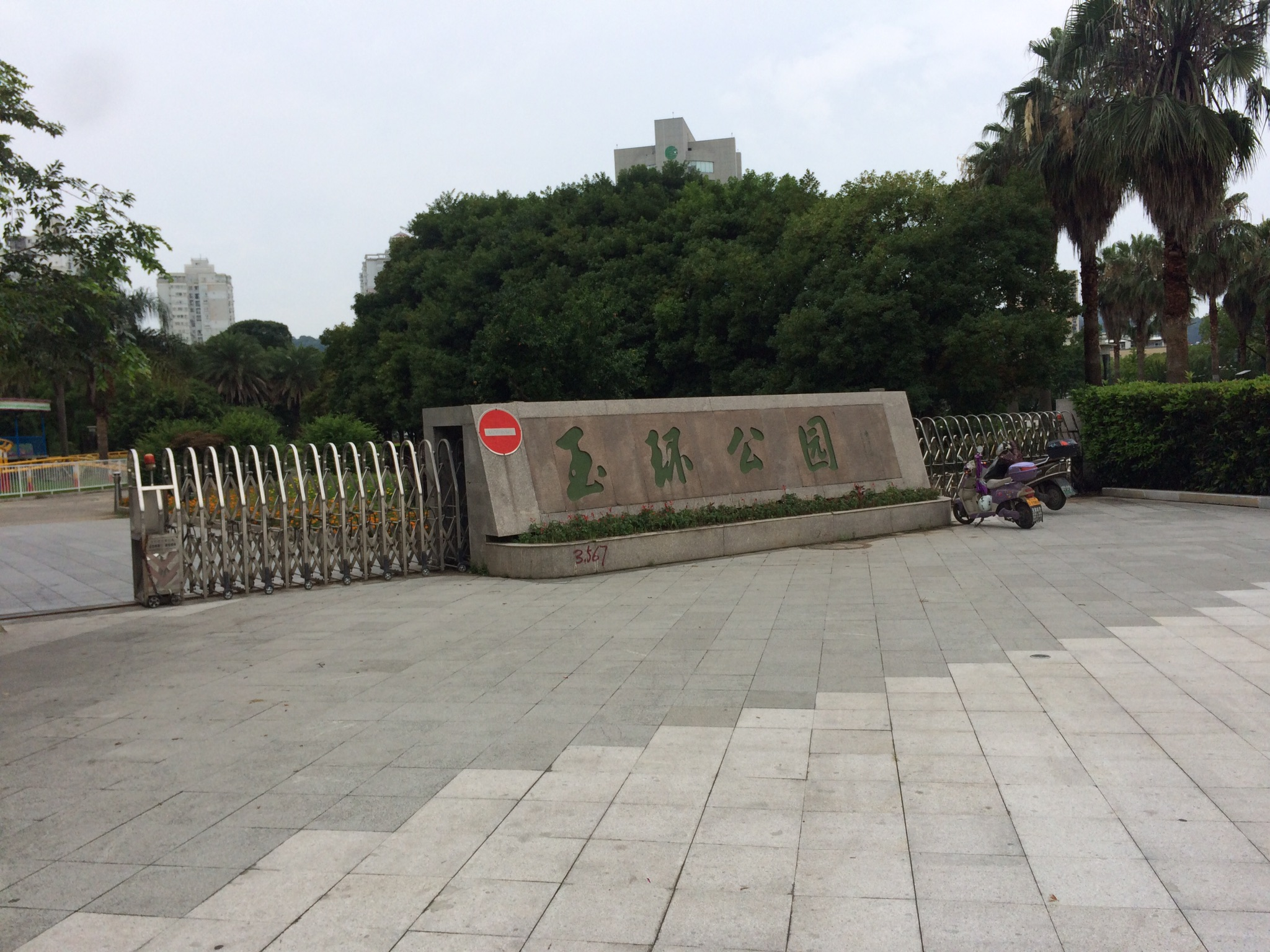
玉环公园门口（2019年7月）